# کاوادا نو جیرو
کاوادا نو جیرو ((به ژاپنی: 河田 次郎 かわだ の じろう); تولد نامشخص – ۱۷ اکتبر ۱۱۸۹) یکی از پیروان فوجیوارا نو یاسوهیرا، سامورایی در دوره هی‌آن و دوره کاماکورا عضو خاندان فوجیوارای شمالی اهل ژاپن بود.
در سال ۱۱۸۹، زمانی که در جنگ با میناموتو نو یوریتومو، فوجیوارا نو یاسوهیرا، توسط فتح اوشو شکست خورد، کاوادا نو جیرو، که ارباب ساسوکه، ناحیه هینای (شهر کنونی اوداته، استان آکیتا) بود، در اوایل همان جنگ به ارباب خود فوجیوارا نو یاسوهیرا خیانت کرد و او را در سوم سپتامبر به قتل رساند. در روز ششم سپتامبر، کاوادا نو جیرو، که سر یاسوهیرا را به همراه داشت، از یوریتومو که در حال پیشروی به سمت جینوکا بود، بازدید کرد.
یوریتومو در این دیدار او را متهم به حمله و خیانت به اربابش کرد و گفت: «یاسوهیرا در حال حاضر در دستان من است. چرا باید از کسی مثل شما کمک بخواهم؟ شما از ارباب قدیمی خود اطاعت نکردید و جسارت کردید شورش کنید. این نابخشودنی است.» کاوادا نو جیرو به شدت مورد انتقاد قرار گرفت و به اعدام محکوم شد.
پیش از این، پدر یوریتومو، میناموتو نو یوشیتومو، توسط ملازم خود، اوسادا تادامونه ، در موقعیتی مشابه مورد خیانت قرار گرفته و کشته شده بود، و تصور می‌شود که یوریتومو به دلیل همین مشابهت خیانت نمی‌توانست کاوادا نو جیرو را ببخشد.